# 斯坦福兔子
斯坦福兔子是一种计算机图形学领域广泛采用的3D测试模型，由Greg Turk和Marc Levoy1994年于斯坦福大学制作。该模型包含了69451个三角形的数据，这些三角形由三维扫描仪确定，构成了一座陶瓷兔子塑像。斯坦福兔子以及其他类似模型被用于测试对物理对象进行范围扫描的方法。
1994年复活节前夕的一天，斯坦福大学的Greg Turk在学校附近的一家礼品店里看到了许多黏土制的兔子雕像。他发现这些雕像的形态和尺寸很适合用作计算机扫描物件，因此买了一座带回斯坦福大学的图形学实验室，从多个角度对其进行扫描。并利用他和Marc Levoy创造的方法将其合并成多边形网格，从而成为斯坦福兔子的模型。当时使用的兔子雕像目前仍保存在斯坦福大学。
该数据可用于测试多种图形学算法, 包括多边形简化、压缩、表面平滑等。数据包含了一些可能会发生在任何3D扫描结果中的复杂情况。模型表面是多连通且有洞的，一是由于原因扫描限制，二是由于物体是空心的。这些复杂情况能够为测试算法提供更为真实的输入。 然而，按照如今图形学的几何复杂度和三角形计数标准来看，斯坦福兔子是一个较简单的模型。
该模型最初以 .ply（多边形）文件格式提供，具有4种不同的分辨率，最高为69,451个多边形。